# Municipalità di Yorke Peninsula
La municipalità di Yorke Peninsula è una Local Government Area che si trova in Australia Meridionale. Essa si estende su una superficie di 5.834 chilometri quadrati e ha una popolazione di 11.736 abitanti. La sede del consiglio si trova a Maitland.